# Râul Jnepenișului
Râul Jnepenișului este un curs de apă, afluent al râului Sfârcașu. 

## Hărți
- Hărta Munților Lotrului  Arhivat în 6 mai 2008, la Wayback Machine.
- Harta județului Sibiu